# Пирес Силва, Лукас
Лу́кас Пи́рес Си́лва (порт.-браз. Lucas Pires Silva; род. 24 марта 2001, Сан-Паулу) — бразильский футболист, защитник клуба «Бернли».

## Клубная карьера
Пирес — воспитанник клубов «Коринтианс» и «Сантос». 3 февраля 2022 года в поединке Лиги Паулиста против «Коринтианса» Лукас дебютировал за основной состав последнего. 9 апреля в матче против «Флуминенсе» он дебютировал в бразильской Серии A.